# Baalsaurus mansillai
Baalsaurus mansillai ("Lagarto de Baal de Juan Edwardo Mansilla") es la única especie conocida del género extinto Baalsaurus de dinosaurio saurópodo titanosauriano que vivió a finales del período Cretácico, hace aproximadamente entre 94 y 86 millones de años, durante el Turoniense y el Coniaciense, en lo que es hoy Sudamérica. El género se nombra por el nombre del sitio de fósiles de dinosaurios Baal, en Argentina, que a su vez lleva el nombre del antiguo dios fenicio Baal.  El tipo y la única especie conocida es B. mansillai, con el nombre específico que honra al descubridor Juan Eduardo Mansilla, técnico de museos en el[Museo de Geología y Paleontología de la Universidad Nacional del Comahue. El espécimen holotipo, MUCPv-1460, es un dentario derecho casi completo que se encontró en las rocas de la formación Portezuelo superior. El dentario es cuadrado en lugar de curvada cuando se ve desde arriba o abajo, con los dientes apretados en la parte frontal de la mandíbula, haciéndolo similar a la mandíbula de Antarctosaurus, Brasilotitan y, en menor medida, Bonitasaura. El espécimen se encuentra actualmente en el Museo de Geología y Paleontología de la Universidad Nacional del Comahue, parque natural Geo-Paleontológico Proyecto Dino, en el  Lago Los Barreales.